# Стеблов (Крапковишки окръг)
Вижте пояснителната страница за други значения на Стеблов.
Стѐблов (на полски: Steblów) е село в Южна Полша, Ополско войводство, Крапковишки окръг, община Крапковице. Според Полската статистическа служба към 31 декември 2009 г. селото има 994 жители.

## География

### Местоположение
Селото се намира в географския макрорегион Силезка равнина, който е част от Централноевропейската равнина. Над река Особлога. Разположено е край републикански път , на 3 км южнозападно от общинския център град Крапковице.

## Инфраструктура
Селото е електрифицирано, има телефон и канализация. В Стеблов се намира библиотека, функцинира футболен отбор. Разполага с основно училище, в което учат 51 ученика (към 2012 г.). В 2002 г. от общо 257 обитавани жилища – снабдени с топла вода (232 жилища), с газ (186 жилища), самостоятелен санитарен възел (235 жилища); 3 жилища имат площ под 30 m², 2 жилища от 30—39 m², 3 жилища от 40—49 m², 10 жилища от 50—59 m², 29 жилища от 60—79 m², 43 жилища от 80—99 m², 73 жилища от 100—119 m², 97 жилища над 119 m².

## Забележителности
В Регистърът на недвижимите паметници на Националния институт за наследството е вписано:
- Могила на войници от Втората световна война

## Култура и образование
- Библиотека
- Основно училище

## Спорт
- Футболен отбор ЛЗС Стеблов